# Szczelina pod Gankową II
Szczelina pod Gankową II – jaskinia w Dolinie Kościeliskiej w Tatrach Zachodnich. Wejście do niej znajduje się w środkowej części Wąwozu Kraków, we wschodniej ścianie Baszty, powyżej Jaskini Dwuotworowej Krakowskiej i Jaskini z Mostami, a poniżej Jaskini Gankowej, na wysokości 1266 metrów n.p.m.  Długość jaskini wynosi 3 metry, a jej deniwelacja 1 metr.
W jej pobliżu znajdują się jaskinie Szczelina pod Gankową I i Szczelina pod Gankową III, które wraz ze Szczeliną pod Gankową II były prawdopodobnie w przeszłości częściami jednej, większej jaskini.

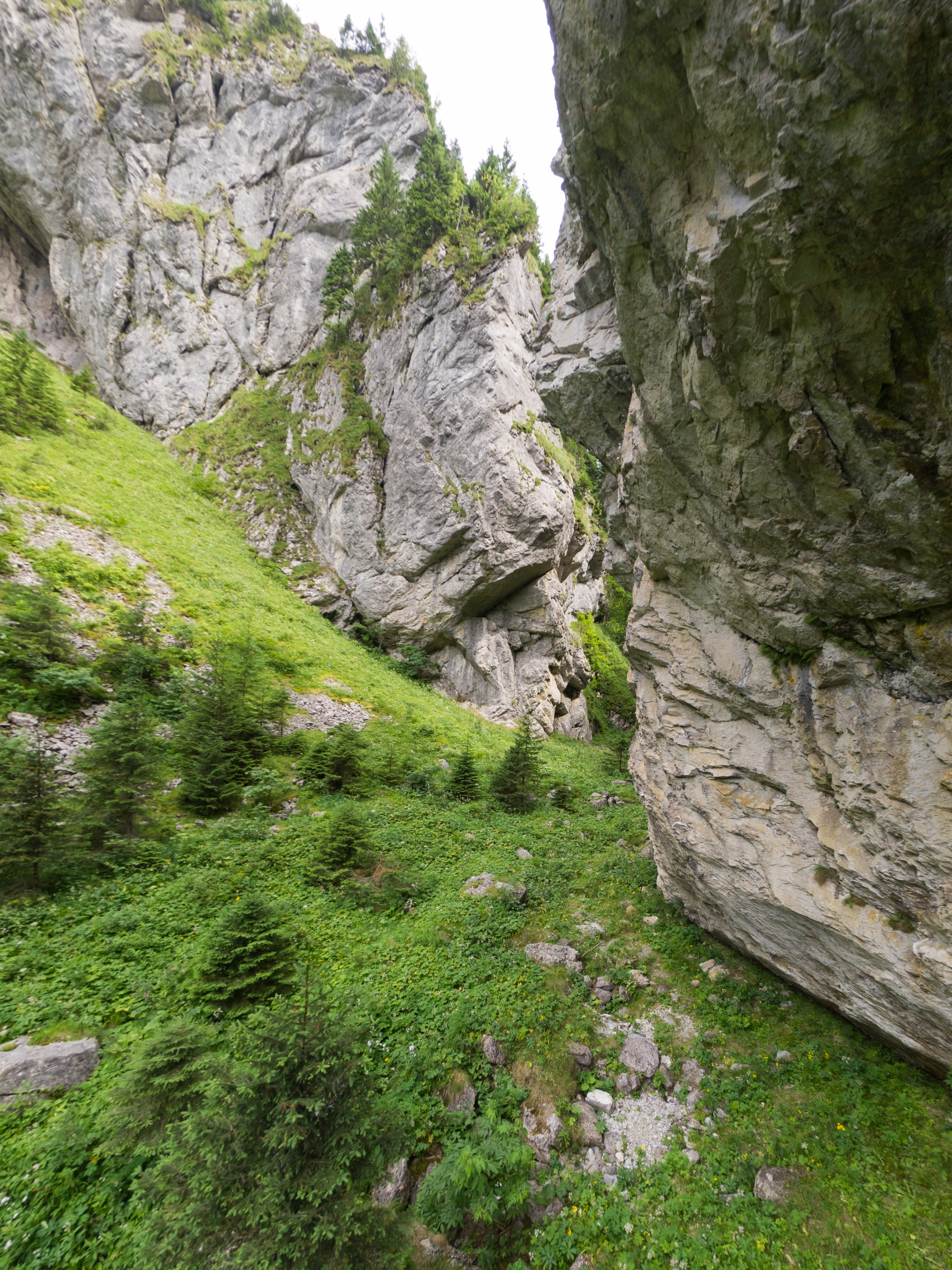
Rynek w wąwozie Kraków. Po prawej ściana Baszty

## Opis jaskini
Jaskinię stanowi krótki, wąski i szczelinowy korytarz, zaczynający się w niewielkim, szczelinowym otworze wejściowym, idący najpierw do góry, a potem w dół. Kończy się szczeliną nie do przejścia, która ma połączenie ze Szczeliną pod Gankową III.

## Przyroda
W jaskini można spotkać nacieki grzybkowe. Ściany są mokre, nie ma na nich roślinności. Porosty i glony rosną tylko przy otworze.

## Historia odkryć
Jaskinię odkryła I. Luty w 1977 roku, a w 1987 roku sporządziła jej plan i opis przy pomocy M. Kowalskiej.